# Phytoecia anatolica
Phytoecia anatolica är en skalbaggsart som beskrevs av Holzschuh 1980. Phytoecia anatolica ingår i släktet Phytoecia och familjen långhorningar. Inga underarter finns listade i Catalogue of Life.